# Friedenskirche (Gmünd)

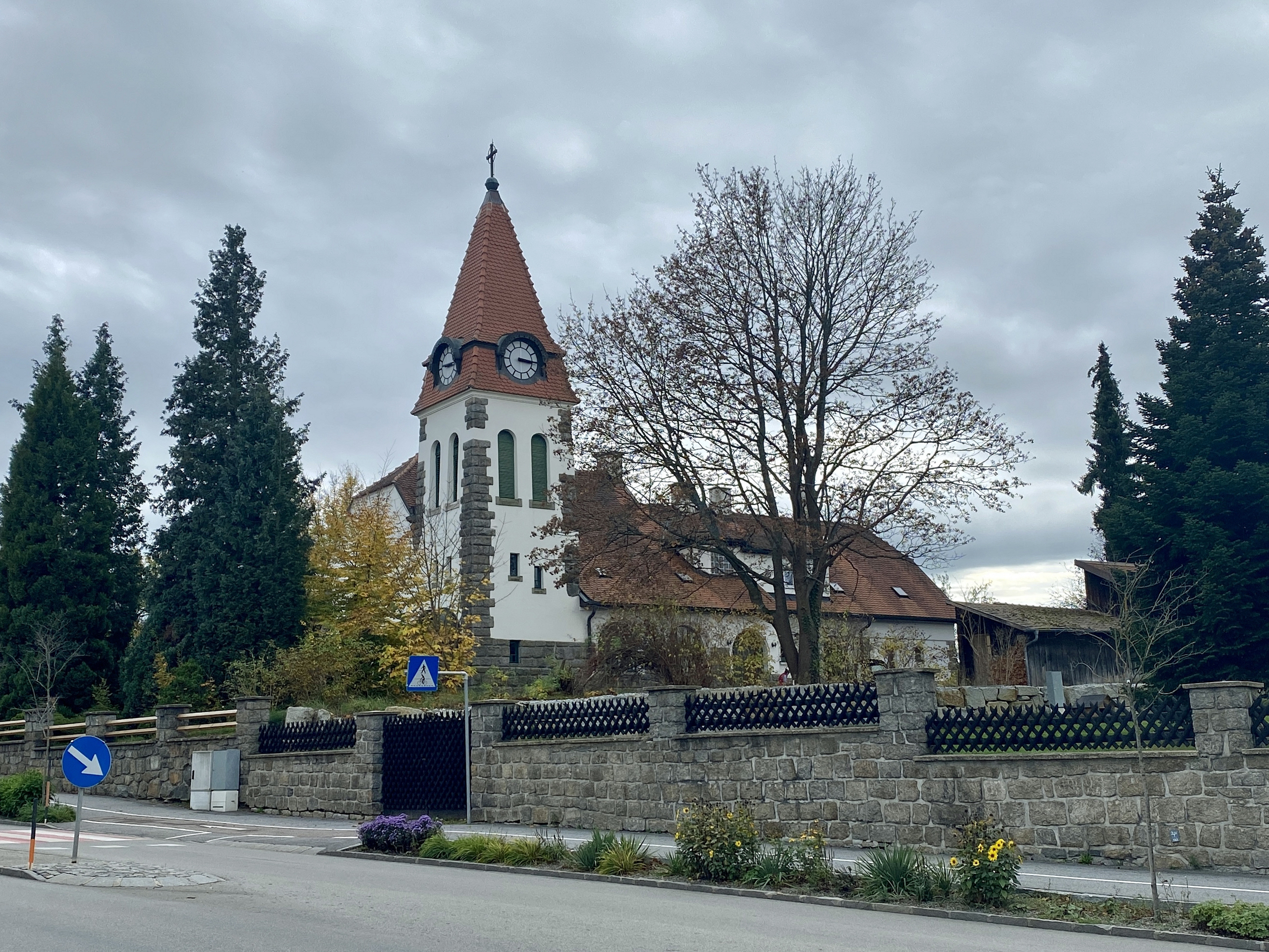
Friedenskirche

Die Friedenskirche ist ein lutherisch-evangelisches Kirchengebäude in Gmünd in Niederösterreich.
Die Friedenskirche befindet sich an der Bahnhofstraße 36. Sie wurde 1910/1911 durch den Evangelischen Kirchenbauverein nach einem Entwurf des Architekten Clemens Kattner errichtet. Der Betsaal besitzt ein Schopfwalmdach. An der Südseite befinden sich Rundbogenfenster zwischen Strebepfeilern, an der Ostseite Ovalfenster über Rundbogenfenstern. Der Eckturm im Nordosten weist ein Pyramidendach auf. Westlich des Kirchengebäudes schließt das eingeschoßige Pfarrhaus an.
Die Pfarrgemeinde Gmünd gehört zur Superintendentur Niederösterreich. Sie besitzt Predigtstationen in der Versöhnungskirche in Heidenreichstein, im Schloss Groß-Siegharts und in der Evangelischen Kirche Waidhofen an der Thaya sowie Predigtstellen in der Kapelle von Alt-Nagelberg und im Sitzungssaal des Rathauses von Litschau.